# Magic (álbum de Exo-CBX)
Magic é o primeiro álbum de estúdio japonês do Exo-CBX, a primeira subunidade oficial do grupo masculino sino-coreano Exo. Foi lançado em 9 de maio de 2018 pela Avex Trax e distribuído pela Avex Music Creative. O álbum contém onze canções, incluindo o single "Horololo" e uma canção solo para cada membro.
O álbum estreou no número três da lista Oricon Weekly Albums, com 41 173 cópias vendidas em sua primeira semana de lançamento.

## Antecedentes e lançamento
Depois de anunciar sua primeira turnê em janeiro de 2018, Magical Circus, foi revelado mais tarde em março do mesmo ano que o grupo também lançaria seu primeiro álbum de estúdio japonês em 9 de maio. Em 11 de abril de 2018, os detalhes do álbum foram publicados indicando que o álbum seria lançado em seis versões; as versões CD e DVD ou Blu-ray 'CBX' consistem de um CD e um DVD com os videoclipes de "Ka-CHING!" e "Horololo", um filme fora da tela e clipes ao vivo. Há também quatro versões do CD com diferentes capas do grupo completo, Chen, Baekhyun e Xiumin. No mesmo dia, também foi revelado que o álbum incluiria três músicas solo, uma para cada membro. Em 20 de abril, a Avex lançou uma prévia do álbum com fragmentos da lista de músicas.
O videoclipe do single principal "Horololo" foi lançado em 24 de abril, antes do lançamento do álbum. Em 9 de maio de 2018, o álbum foi lançado.

## Lista de faixas
※ Faixas em negrito identificam os singles do álbum.
| N.º            | Título                             | Letras                      | Música                                                                    | Duração |  |
| 1.             | "CBX"                              | Sara Sakurai                | SAMDELL CR Cho Se-hee Han Kyung-soo                                       | 3:03    |  |
| 2.             | "Ka-CHING!"                        | MEG.ME                      | Hanif Hitmanic Sabzevari Dennis DeKo Kordnejad Daniel Kim                 | 3:27    |  |
| 3.             | "Horololo"                         | MEG.ME                      | Dennis DeKo Kordnejad Pontus PJ Ljung Hanif Hitmanic Sabzevari Daniel Kim | 3:12    |  |
| 4.             | "Girl Problems"                    | AKIRA                       | Andreas Öberg Daniel Caesar Ludwig Lindell                                | 3:05    |  |
| 5.             | "Shake" (Xiumin solo)              | Junji Ishiwatari            | Peter Nord Kevin Borg                                                     | 3:93    |  |
| 6.             | "Off the Wall"                     | Amon Hayashi (Digz Inc.)    | Simon Janlöv Andrew Choi                                                  | 3:14    |  |
| 7.             | "Ringa Ringa Ring" (Baekhyun solo) | Junji Ishiwatari            | Andy Love David Amber                                                     | 3:37    |  |
| 8.             | "Gentleman"                        | Junji Ishiwatari            | SAMDELL CR Kim Su-bin Han Kyung-soo                                       | 3:35    |  |
| 9.             | "Watch Out" (Chen solo)            | MEG.ME                      | Adam Royce Bobby John                                                     | 3:39    |  |
| 10.            | "Cry"                              | Natsumi Kobayash            | Kkannu Kyung Da-som merry                                                 | 4:20    |  |
| 11.            | "In This World"                    | Takashi Ohmama Sara Sakurai | MUSOH Cashmir Bitcrusher                                                  | 4:27    |  |
| Duração total: | Duração total:                     | Duração total:              | Duração total:                                                            | 39:51   |  |

### DVD
1. Ka-CHING! and Horololo -Music Clip-
2. Off Shot Movie (※初回盤のみ収録)
3. Live Clip (※初回のみ収録)

## Desempenho nas paradas
| Parada (2018)           | Melhor posição |
| ----------------------- | -------------- |
| Japão (Billboard Japan) | 3              |
| Japão (Oricon)          | 1              |

## Vendas
| Região         | Vendas  |
| -------------- | ------- |
| Japão (Oricon) | 62 142+ |

## Histórico de lançamento
| Região       | Data              | Formato              | Gravadora |
| ------------ | ----------------- | -------------------- | --------- |
| Japão        | 9 de maio de 2018 | CD, download digital | Avex Trax |
| Mundialmente | 9 de maio de 2018 | Download digital     | Avex Trax |